# Isotachis
Isotachis es un género de hepáticas de la familia Balantiopsaceae. Comprende 52 especies descritas y de estas, solo 20 aceptadas.

## Taxonomía
El género fue descrito por William Mitten  y publicado en Flora Novae-Zelandiae 2: 148. 1854.  La especie tipo es: Isotachis lyallii Mitt.

## Especies aceptadas
A continuación se brinda un listado de las especies del género Isotachis aceptadas hasta diciembre de 2014, ordenadas alfabéticamente. Para cada una se indica el nombre binomial seguido del autor, abreviado según las convenciones y usos.	
- Isotachis aequlifoliata Steph.
- Isotachis armata (Nees) Gottsche
- Isotachis aubertii (Schwägr.) Mitt.
- Isotachis erythrorhiza (Lehm. & Lindenb.) Stephani
- Isotachis grossidens Stephani
- Isotachis heterophylla Steph.
- Isotachis humectata (Hook. f. & Taylor) Stephani
- Isotachis inflata Stephani
- Isotachis intortifolia (Hook. f. & Taylor) Gottsche
- Isotachis japonica Stephani
- Isotachis lopezii (R.M. Schust.) Gradst.
- Isotachis madida (Hook. f. & Taylor) Mitt.
- Isotachis multiceps (Lindenb. & Gottsche) Gottsche
- Isotachis olivacea R.M. Schust.
- Isotachis paucidens Steph.
- Isotachis plicata J.J. Engel
- Isotachis ripensis Spruce
- Isotachis serrulata (Sw.) Gottsche
- Isotachis trifida (Gottsche) Spruce
- Isotachis uncinata (F. Weber) Gottsche